# Dumbletoniella callistemoni
Dumbletoniella callistemoni là một loài côn trùng cánh nửa trong họ Aleyrodidae, phân họ Aleyrodinae.
Dumbletoniella callistemoni được Martin miêu tả khoa học đầu tiên năm 1999.